# Morellino di Scansano
Morellino di Scansano är ett rött vin som produceras i trakterna kring staden Scansano på kuststräckan Maremma som ligger i den italienska regionen Toscana. Vinet var ett DOC-klassat vin, men är sedan 061129 ett DOCG-klassat vin som görs av en klon av Sangiovese-druvan kallad Morellino (lilla Morello - det lilla körsbäret).
Vinet är vanligen lättare, mindre strävt och mer fruktigt än vad som är fallet med andra viner på Sangiovese.